# Chichimecas
Chichimecas era o nome genérico dado pelos mexicas (astecas) a vários povos semi-nómadas que habitavam o norte do que é hoje o México, com o mesmo sentido do termo europeu bárbaros. O nome foi adoptado pelos espanhóis com um tom pejorativo para referirem-se sobretudo aos povos semi-nómadas caçadores-colectores do norte do México. Na actualidade apenas um grupo étnico é designado como chichimeca, os Chichimecas Jonáz, apesar de ultimamente esta designação estar a ser substituída por Jonáz ou pelo pelo qual se referem a si mesmos "Úza".

## Identidade
Os povos chichimecas eram de fato muitos grupos diferentes com várias afiliações étnicas e linguísticas. À medida que os espanhóis tratavam de consolidar o poder da Nova Espanha sobre os povos indígenas mexicanos durante os século XVI(16) e século XVII(17), as tribos chichimecas resistiam. Vários grupos étnicos da região aliaram-se contra os espanhóis, e a colonização militar do norte do México que se seguiu ficou conhecida como a Guerra Chichimeca. Muitos dos povos ditos chichimecas são virtualmente desconhecidos na actualidade; poucas descrições os mencionam e parecem ter sido absorvidos na cultura mestiza ou por outros grupos étnicos indígenas. Por exemplo, não se conhece quase nada sobre os povos referidos como guachichiles, caxcanes, zacatecos, tecuexes ou guamares. Outros como os opatas, estão bem descritos, mas extintos como povo.
Outros povos chichimecas mantêm até hoje uma identidade separada, como por exemplo os otomis, chichimeca jonáz, coras, huicholes, pames, yaquís, mayos, e tepehuanos.

## Etimologia
O nome náuatle Chīchīmēcah (plural, singular Chīchīmēcatl pronunciado [tʃiːtʃiːˈmeːkaʔ]) significa habitantes de Chichiman; o topónimo Chichiman significa "Área de Leite". Há quem diga que está relacionado com chichi, cão, mas os i's em chichi são curtos, enquanto que aqueles em Chīchīmēcah são longos, uma distinção fonémica em náuatle. O termo poderia ter quer um sentido negativo de bárbaro, ou um sentido positivo de bom selvagem.
A palavra "Chichimeca" foi originalmente usada pelos nahuas para descrever a sua própria pré-história como povo nómada de caçadores-colectores e usada em contraste com o seu modo de vida posterior, mais civilizado, que identificavam com o termo toltecatl. No México moderno, a palavra "Chichimeca" pode ter conotações pejorativas tais como primitivo, selvagem e nativo, e pode ser utilizada como o termo apache é utilizado no inglês dos Estados Unidos.

## Descrições etno-históricas
As primeiras descrições de chichimecas pertencem ao período inicial da conquista espanhola. Em 1562, Hernán Cortés escreve numa das suas cartas sobre as tribos chichimecas nortenhas, que estas não eram tão civilizadas como os astecas que ele havia derrotado, comentando no entanto, que podiam ser escravizados e usados nos trabalhos das minas.
Esta abordagem foi seguida por Nuño Beltrán de Guzmán cujas tentativas de escravizar as populações indígenas do norte do México provocaram a Rebelião Mixtón na qual as tribos chichimecas se opuseram às forças espanholas.
Em finais do século XVI, Gonzalo de las Casas, que havia recebido uma encomienda próximo de Durango e que participou nas guerras contra os povos chichimecas, escreveu uma descrição dos povos chichimecas, a qual continha informação etnográfica sobre eles. Escreveu que  não usavam roupas (apenas cobriam os órgãos genitais), pintavam os corpos e comiam apenas caça, raízes e bagas. Como prova adicional do seu barbarismo, escreve que as mulheres chichimecas, após darem à luz continuavam viagem nesse mesmo dia, sem pararem para recuperar-se. Apesar de Las Casas reconhecer que as tribos chichimecas falavam línguas distintas, ele via a sua cultura como sendo basicamente uniforme.
Em 1590, o padre franciscano Alonso Ponce, comentou que os chichimecas não tinham religião porque não adoravam sequer ídolos como os outros povos - aos seus olhos este era ainda outro sintoma da sua natureza bárbara. A única descrição dos chichimecas que foge a esta regra pode ser encontrada na obra de Bernardino de Sahagún Historia general de las cosas de Nueva España, na qual alguns povos chichimecas como os otomis são descritos como conhecedores da agricultura, vivendo em comunidades sedentárias, e seguidores de uma religião dedicada ao culto da Lua.
A imagem dos chichimecas conforme descrita pelas fontes mais antigas era típica da sua época; os nativos eram "selvagens" - capazes nas artes da caça e da guerra, mas sem sociedades ou moral estabelecidas, lutando mesmo entre si próprios. Esta descrição tornou-se ainda mais predominante durante as guerras chichimecas como justificação para a guerra (apenas em 1721 a região chichimeca ficaria na sua totalidade sob controlo espanhol).
A primeira descrição etnográfica moderna e objectiva dos povos habitantes de La Gran Chichimeca foi levada a cabo pelo naturalista e explorador norueguês Carl Sofus Lumholtz em 1890, durante uma viagem pelo noroeste do México, durante a qual se encontrou com os povos indígenas de modo amigável. Com as suas descrições das ricas e diversas culturas das tribos "incivilizadas", foi alterada a imagem uniforme dos chichimecas bárbaros.